# Civil Air Navigation Services Organization
CANSO is de afkorting van Civil Air Navigation Services Organization. Het is een internationale organisatie die de belangen van luchtverkeersleidingsorganisaties (Air Navigation Service Providers of kortweg ANSP's) behartigt. Het doel van CANSO is om een wereldwijd aanspreekpunt te zijn voor kwesties die verband houden met luchtverkeersleiding en die nationale belangen te boven gaan, om op die manier tot een veilige, efficiënte en kostendekkende verkeersafhandeling te komen.
CANSO werkt nauw samen met diverse andere mondiale organisaties waaronder de ICAO, de IATA en de ACI, maar ook met "regionale" organisaties zoals Eurocontrol.
Het internationale hoofdkwartier van CANSO is gevestigd op Schiphol.
CANSO kent twee soorten leden: volwaardige leden (Full Members) en geassocieerde leden (Associate Members). Alleen erkende luchtverkeersleidingsorganisaties kunnen volwaardig lid worden. Andere organisaties met belangen in de luchtverkeersleiding, zoals leveranciers van goederen of diensten in de luchtverkeersleiding, opleidingsinstituten of luchtvaartmaatschappijen, kunnen geassocieerd lid worden, dit echter ter beoordeling van CANSO zelf.
De Nederlander Paul Riemens, bestuursvoorzitter van LVNL, is sinds 2011 voorzitter van CANSO.

## Leden
In het eerste kwartaal van 2006 had CANSO de volgende volwaardige leden:
Europa:
België en Luxemburg: skeyes
Bulgarije: Air Traffic Services Authority (ATSA Bulgaria)
Denemarken: Naviair
Duitsland: Deutsche Flugsicherung (DFS)
Estland: Estonian Air Navigation Services (EANS)
Groot-Brittannië: National Air Traffic Services (NATS)
Groot-Brittannië: Serco
Hongarije: Hungarocontrol
Ierland: Irish Aviation Authority (IAA)
Italië: Ente Nazionale di Assistenza al Volo (ENAV)
Kanaaleilanden: CICZ
Letland: Latvijas Gaisa Satiksme (LGS)
Litouwen: Oro Navigacija
Malta: Malta Air Traffic Services (MATS)
Moldavië: Moldovian Air Traffic Services Authority (MoldATSA)
Nederland: Luchtverkeersleiding Nederland (LVNL)
Noorwegen: AVINOR
Oekraïne: Ukrainian State Air Traffic Service Enterprise (UkSATSE)
Oostenrijk: AustroControl
Polen: Poland Air Traffic Agency (PATA)
Portugal: NAV Portugal
Roemenië: Romatsa
Servië en Montenegro: Serbia and Montenegro Air Traffic Services Agency (SMATSA)
Slovenië: Slovenia Control
Slowakije: Letové Prevádzkové Služby (LPS)
Spanje: Aeropuertos Españoles y Navegación Aérea (AENA)
Tsjechië: Air Navigation Services of the Czech Republic (ANS CR)
Turkije: DHMI
Zweden: LFV Sweden
Zwitserland: Skyguide
Amerika:
Canada: NAV Canada
Verenigde Staten van Amerika: Federal Aviation Administration (FAA)
Afrika:
Egypte: National Air Navigation Services Company (NANSC)
Nigeria: Nigerian Airspace Management Agency (NAMA)
Oeganda: CAA Uganda
Zuid-Afrika: Air Traffic & Navigation Services South Africa (ATNS)
Azië:
Azerbeidzjan: Azerbaijan Air Navigation Services (AZANS)
Georgië: Sakaeronavigatsia
India: Airports Authority of India (AAI)
Kazachstan: Kazaeronavigatsia
Thailand: Aeronautical Radio of Thailand (AEROTHAI)
Australië:
Australië: Airservices Australia
Nieuw-Zeeland: Airways Corporation of New Zealand